# Lautaro Formica
Lautaro Formica (Rosario, Santa Fe, Argentina, 27 de enero de 1986) es un futbolista argentino. Juega de lateral izquierdo y su actual equipo es el Aucas, equipo que milita en la Serie A de Ecuador. 
Sus hermanos Mauro Formica, quien actualmente forma parte del plantel de Millonarios, y Guillermo Formica también son futbolistas profesionales.

## Selección juvenil
Ha sido internacional con la Selección juvenil sub-20 Argentina, siendo campeón en la Copa Mundial de Fútbol Juvenil de 2005.

### Participaciones en Copas del Mundo juveniles
| Mundial                     | Sede         | Resultado |
| --------------------------- | ------------ | --------- |
| Copa Mundial sub-20 de 2005 | Países Bajos | Campeón   |

Partidos jugados:
Goles:
Años: 2004 - 2006

## Clubes
| Club                      | País      | Año           | PJ | Goles |
| ------------------------- | --------- | ------------- | -- | ----- |
| Newell's Old Boys         | Argentina | 2003-2007     | 18 | 6     |
| San Lorenzo               | Argentina | 2007-2008     | 7  | 1     |
| Godoy Cruz                | Argentina | 2008-2010     | 58 | 9     |
| Huracán                   | Argentina | 2010          | 11 | 1     |
| Cerro Porteño             | Paraguay  | 2011          | 25 | 22    |
| Asteras Tripolis          | Grecia    | 2011-2012     | 47 | 9     |
| La Equidad                | Colombia  | 2013          | 40 | 8     |
| Talleres de Córdoba       | Argentina | 2014          | 16 | 9     |
| América de Cali           | Colombia  | 2015          | 28 | 5     |
| Universidad Católica      | Chile     | 2016-2017     | 25 | 7     |
| The Strongest             | Bolivia   | 2017-2018     | 28 | 9     |
| Estudiantes de Río Cuarto | Argentina | 2018-2022     | 43 | 8     |
| Chacarita Juniors         | Argentina | 2022          | 20 | 7     |
| Aucas                     | Ecuador   | 2023-presente | 6  | 2     |

## Palmarés
| Título                                 | Equipo                     | País         | Año  |
| -------------------------------------- | -------------------------- | ------------ | ---- |
| Campeonato Sudamericano Sub-17 de 2003 | Selección argentina        | Bolivia      | 2003 |
| Copa Mundial de Fútbol Sub-20          | Selección Argentina Sub-20 | Países Bajos | 2005 |